# Long-Term Advanced Propulsion Concepts and Technologies
Das Long-Term Advanced Propulsion Concepts and Technologies (LAPCAT) ist ein Programm des Europäischen Weltraumforschungs- und Technologiezentrums (ESTEC), einer Unterorganisation der Europäischen Weltraumorganisation (ESA). Ziel ist die Entwicklung eines Wasserstofftriebwerkes, mit dem zivile Verkehrsflugzeuge Geschwindigkeiten von etwa 6000 km/h (Mach 5) erreichen sollen.
Das zum Triebwerk passende Flugzeug mit Deltaflügeln, das etwa 140 Meter Länge aufweisen soll (zum Vergleich: ein Airbus A380 ist etwa 72 m, die Concorde etwa 62 m lang), wird unter der Projektbezeichnung A2 entworfen.
Für den Nachfolger des Überschall-Passagierjets Concorde sollen Triebwerke entwickelt werden, die nicht nur Überschall, sondern Hyperschall erreichen könnten. Solch ein Flugzeug mit 300 Passagieren und einer Gesamtlast von 400 Tonnen könnte die Strecke Brüssel–Sydney in vier Stunden zurücklegen.
Da herkömmliche Mantelstromtriebwerke (engl. Turbofan) bei 3000 km/h ihre Höchstgrenze erreichen, kommt nur ein Staustrahltriebwerk (engl. Ramjet) in Frage. Da Staustrahltriebwerke erst ab mehreren 1000 km/h-Geschwindigkeit funktionieren, muss bis zum Erreichen dieser Geschwindigkeit das Triebwerk zunächst auch eine Turbofunktion aufweisen. Erforderlich ist daher ein kombiniertes Triebwerk. Über ein solches Kombinationstriebwerk verfügt bspw. die Lockheed SR-71 mit dem Pratt & Whitney J58.
Da selbst Staustrahltriebwerke ab Mach 5 Überhitzungsprobleme entwickeln, muss dieses Triebwerk als Staustrahltriebwerk mit Überschallverbrennung (engl. Scramjet) ausgeführt werden, wobei hier Tiefkühltemperatursysteme zur Kühlung der ankommenden Luft entwickelt werden müssen.
Ein solches System wurde im amerikanischen unbemannten Prototypen X-43A der NASA eingesetzt, die mit diesem Flugzeug im November 2004 den derzeit gültigen Rekord von Mach 9,6 (11.250 km/h) erreichte.
Die Flüge müssen in einer Höhe von 20 bis 30 km stattfinden, wo die Luft dünn genug ist, aber noch genügend Sauerstoff für die Verbrennung bereitsteht.
ESA-Koordinator der 14 beteiligten Partner aus den sechs EU-Ländern Belgien, Deutschland, Frankreich, Italien, Niederlande und Großbritannien ist Johan Steelant.